# Thomas-Dikdik
Das Thomas-Dikdik (Madoqua thomasi) ist eine Art der Dikdiks aus der Gruppe der Gazellenartigen. Sie ist im nördlichen und zentralen Tansania verbreitet, allerdings ist das Ökosystem der Serengeti hier ausgeschlossen. Die Tiere bewohnen offene Gebüschlandschaften. Äußerlich ähneln sie anderen Dikdiks, sie haben somit einen kleinen Kopf, langen Hals, kurzen Schwanz und lange Gliedmaßen. Die kurzen, spießartigen Hörner werden nur von Männchen getragen. Besondere Kennzeichen finden sich in dem deutlicher rotgefärbten Rückenfell. Die Lebensweise ist kaum erforscht. Vermutlich lebt das Thomas-Dikdik paarweise und ernährt sich von weicher Pflanzenkost. Geburten können mehrfach im Jahr erfolgen und finden nach einer Tragzeit von rund 170 Tagen statt. Die Art wurde im Jahr 1905 wissenschaftlich eingeführt. Sie galt aber in der zweiten Hälfte des 20. Jahrhunderts gemeinsam mit anderen nahe verwandten Formen als Unterart des Kirk-Dikdiks, wodurch eine Metapopulation entstand. Erst Chromosomenuntersuchungen in den 1990er Jahren deckten auf, dass es sich um eine eigenständige Art handelt. Seit Beginn des 21. Jahrhunderts wird das Thomas-Dikdik wieder unabhängig geführt. Über die Bestandsentwicklung liegen nur wenige Informationen vor.

## Merkmale

### Habitus

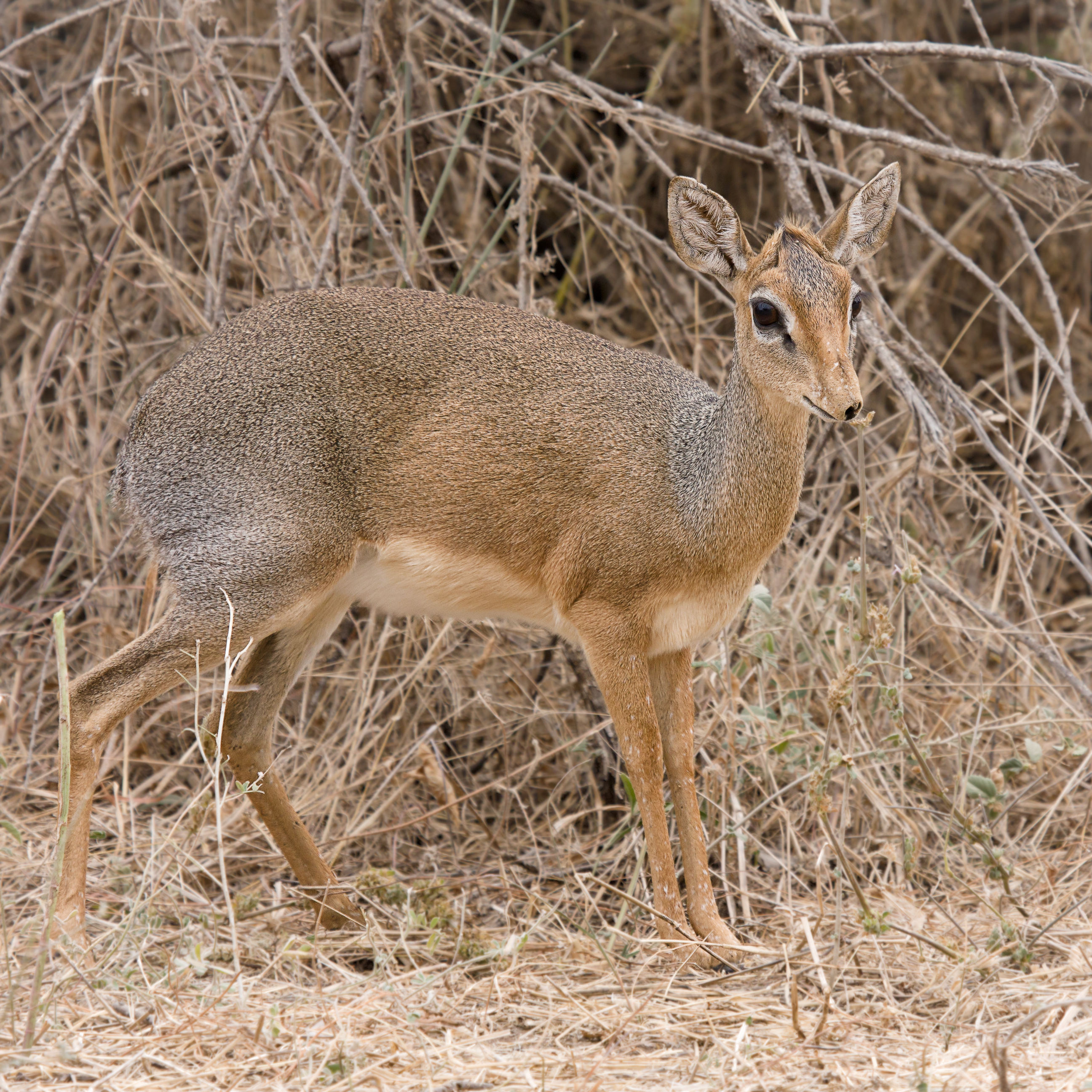
Thomas-Dikdik, weibliches Individuum im Tarangire-Nationalpark

Das Thomas-Dikdik ist ein größerer Vertreter der Dikdiks aus dem Verwandtschaftskreis des Kirk-Dikdiks (Madoqua kirkii). Für mehr als 400 Individuen aus der Region Shinyanga im nordwestlichen Tansania betrug die durchschnittliche Kopf-Rumpf-Länge bei männlichen Individuen 59,5 cm, die Schulterhöhe 39,2 cm und die Schwanzlänge 5,0 cm. Die entsprechenden Maße bei weiblichen Tieren lagen bei 61,5 cm, 40,8 cm und 5,7 cm. Der Hinterfuß wurde 20,5 cm beziehungsweise 20,0 cm lang, das Ohr 7,5 cm beziehungsweise 7,6 cm. Das Gewicht variierte von 2,5 bis 6,2 kg, bemaß sich bei Männchen aber auf im Mittel 4,5 kg, bei Weibchen auf 5,5 kg. Dadurch sind weibliche Individuen durchschnittlich etwas größer als männliche. Generell weisen die Tiere die typische Körperform der Dikdiks auf. Der Kopf ist klein und sitzt auf einem langen Hals, der Schwanz ist kurz und die Gliedmaßen sind lang und schlank. Die Nase ist rüsselartig verlängert und erinnert dadurch ein wenig an die der Saiga-Antilope. Der Rücken und die Seiten zeigen sich gesprenkelt grau mit rötlichem Einschlag, wobei die Rotfärbung intensiver wirkt als bei verwandten Formen. Die einzelnen Haare des Rückens haben schwarze Ringelungen am Schaft. Zu den Seiten hin nimmt die Häufigkeit der Ringelung ab. Dieser Bereich und die Oberschenkel sind dann deutlicher grau, während die unteren Beine und unteren Seiten kastanienbraun erscheinen. Letzteres erstreckt sich bis zu den Schultern. Der Bauch und die Beininnenseiten haben einen weißlichen Farbton. Dieser kann sich bis zu den Fersen hinabziehen. Der Kopf ist kastanienbraun, gemischt mit schwärzlichen Haaren. Die gleiche Farbe besitzt auch das markante Haarbüschel auf der Stirn zwischen den Hörnern. Um die Augen verläuft ein geschlossener weißlicher Ring. Die für die Dikdiks charakteristischen kurzen, spießartigen Hörner sind nur bei Männchen ausgebildet und werden rund 7,2 cm lang. Ihre Basis ist fein geringelt. Sehr selten treten vollständig grau gefärbte Individuen auf.

### Schädel- und Gebissmerkmale
Der Schädel der männlichen Tiere wird durchschnittlich 11,5 cm, der der weiblichen 11,7 cm lang. Die größte Breite wird bei Männchen mit 5,9 cm beziehungsweise bei Weibchen mit 5,7 cm erreicht. An den Jochbögen beträgt sie allerdings 5,3 cm sowie 5,2 cm. Auffallend ist der große Naseninnenraum, der die Muskulatur der rüsselartigen Nase aufnimmt. Dadurch zeigt sich das Nasenbein stark in seiner Länge reduziert. Das Gebiss besteht aus 32 Zähnen, die Zahnformel lautet: {\displaystyle {\frac {0.0.3.3}{3.1.3.3}}}. Wie bei anderen Dikdiks aus der Verwandtschaft des Kirk-Dikdiks auch kommt auf dem letzten unteren Molar eine kleine dritte Leiste vor. Die obere Zahnreihe wird zwischen 3,7 und 3,8 cm lang, die Länge der unteren beziffert sich auf 3,9 cm.

## Verbreitung und Lebensraum

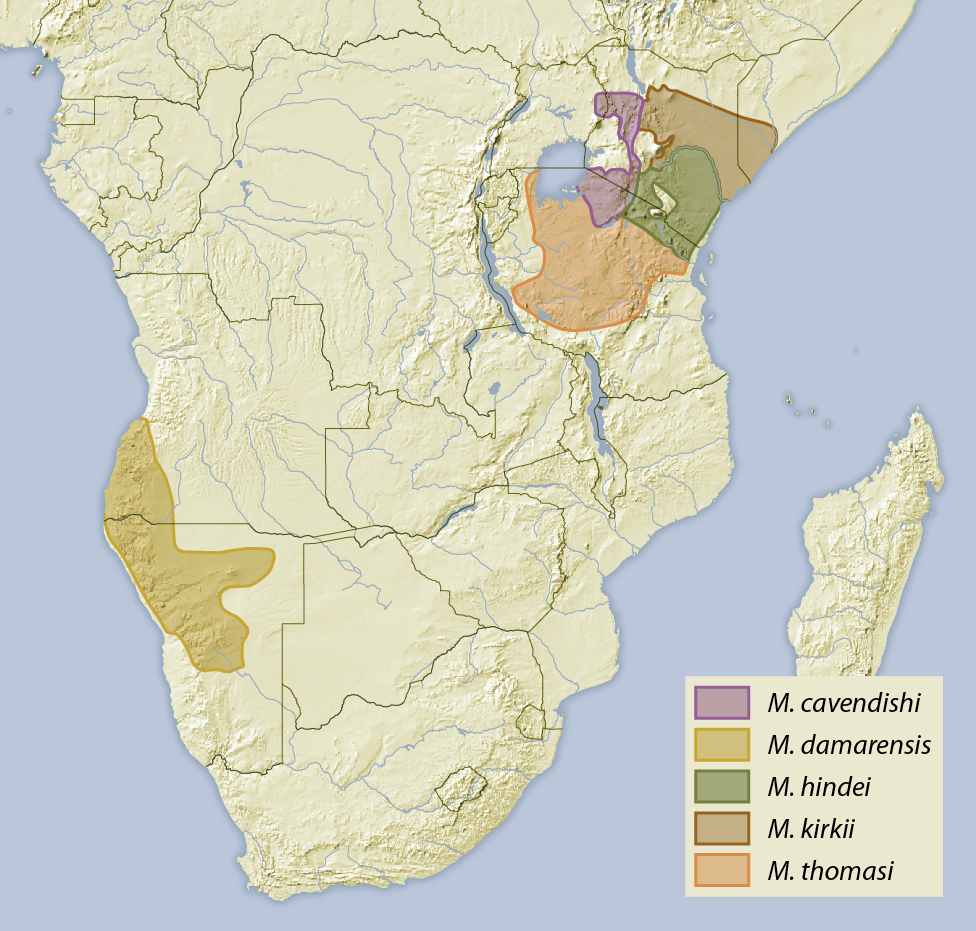
Verbreitungsgebiet des Kirk-Dikdik-Artkomplexes, das Vorkommen des Thomas-Dikdiks ist orange markiert

Das Verbreitungsgebiet des Thomas-Dikdiks liegt in Ostafrika. Die Art kommt hauptsächlich im nördlichen und zentralen Tansania vor, ausgenommen ist hier die Serengeti, wo das Cavendish-Dikdik (Madoqua cavendishi) auftritt. Etwa eingrenzen lässt sich der Lebensraum im Westen durch das Südostufer des Tanganjikasees, er reicht ostwärts über den Rukwasee bis zu den Udzungwa-Bergen und nordwärts bis zum Manyara-See sowie zum Westufer des Victoriasees. Die besiedelten Habitate bestehen aus Gebüschlandschaften durchsetzt mit Akaziengewächsen. Im Tarangire-Nationalpark betrug die Populationsdichte Ende der 1950er/Anfang der 1960er Jahre je nach Jahreszeit und Landschaftsraum zwischen 0,3 und 3,2 Individuen je Quadratkilometer.

## Lebensweise
Die Lebensweise des Thomas-Dikdik ist nur in Einzelaspekten untersucht. Zahlreiche Studien zum Verhalten der ostafrikanischen Vertreter aus der Verwandtschaft des Kirk-Dikdiks beziehen sich auf das Cavendish-Dikdik und das Hinde-Dikdik. Wahrscheinlich lebt das Thomas-Dikdik entsprechend seinen Verwandten in Paaren und ist sowohl tag- als auch nachtaktiv. Die Nahrung besteht wohl aus weicher Pflanzenkost, die selektiv ausgewählt wird. Nach Untersuchungen im Tarangire-Nationalpark setzt sie sich zu 56 % aus Bestandteilen von Gebüschen und zu 23 % von Bäumen zusammen. Zu den bevorzugten Gehölzpflanzen gehören verschiedene Akaziengewächse, die aber über das Jahr artlich variieren können. Hinzu kommen Wüstendatteln und vor allem Sternbüsche sowie Vertreter der Gattung Ecbolium. Darüber hinaus entfallen 17 % der Nahrung auf Gräser, hier unter anderem Chloris, Bothriochloa und Brachiaria. Einen geringen Anteil von 4 % nehmen Kräuter und Seggen ein.
Jungtiere erreichen mit sechs bis acht Monaten die Geschlechtsreife. Weibchen sind polyöstrisch und können mehrmals im Jahr Nachwuchs zur Welt bringen. Häufige Geburten finden in der Regenzeiten statt. Dies korrespondiert zur jährlichen Variation in der Größe der Hoden der Männchen, die zusammen zwischen 4,0 und 5,7 g wiegen bei einer jeweiligen Größe von 2,4 × 1,8 cm. Maximale Hodengrößen werden im Mai und November erreicht. Die Tragzeit dauert etwa 166 bis 174 Tage. In der Regel kommt ein Junges zur Welt, sehr selten sind Geburten von Zwillingen. Die meisten beobachteten Geburten fanden nachts oder in den frühen Morgenstunden statt. Das Neugeborene wiegt zwischen 560 und 795 g. Innerhalb von 20 bis 30 Tagen verdoppelt sich das Geburtsgewicht, wobei die tägliche Nahrungsaufnahme bei 25 bis 40 g liegt. Nach rund einem Jahr hat der Nachwuchs das Gewicht ausgewachsener Individuen erreicht. Bei Muttertieren kann rund fünf bis 30 Tage nach der Geburt ein weiterer Östrus auftreten.

## Systematik
Das Thomas-Dikdik ist eine Art aus der Gattung der Dikdiks (Madoqua) und der Familie der Hornträger (Bovidae). Innerhalb der Familie gehört die Gattung zur Unterfamilie der Antilopinae und bildet hierin einen Teil der Tribus der Gazellenartigen (Antilopini). Die nächsten Verwandten der Dikdiks sind die Beira und die Arten der Gattung Raphicerus. Die drei Gattungen werden daher teilweise auch zur Untertribus der Raphicerina zusammengefasst. Die Dikdiks stellen kleine Antilopen des östlichen und südwestlichen Afrikas dar. Sie formen eine homogene Gruppe, waren ursprünglich aber in zwei Gattungen aufgeteilt. Heute werden diese jedoch als Untergattungen angesehen. Die Untergattung Madoqua gruppiert sich um das Eritrea-Dikdik (Madoqua saltiana), bei der Untergattung Rhynchotragus bildet das Kirk-Dikdik (Madoqua kirkii) die zentrale Form. Im Unterschied zu letzterer Gruppe besitzt erstere einen längeren Mittelkieferknochen und längere Nasenbeine sowie einen kleineren Naseninnenraum. Des Weiteren fehlt ihren Angehörigen die dritte Leiste am letzten unteren Mahlzahn, die bei den Rhynchotragus-Formen ausgebildet ist. Darüber hinaus sind die Vertreter der Rhynchotragus-Gruppe etwas größer als die der Madoqua-Gruppe. Die Tiere sind an trockene Klimaverhältnisse angepasst. Als Hinweis darauf kann die Gestaltung der Nase als sehr flexibles, bewegliches Organ herangezogen werden, etwa vergleichbar zu der Saiga-Antilope. Entsprechend den anatomischen Gegebenheiten der vorderen Schnauze ist die rüsselartige Nase bei Rhynchotragus deutlicher ausgeprägt. Nach genetischen Analysen trennten sich beide Linien im Übergang vom Miozän zum Pliozän vor rund 5 Millionen Jahren.
Das Thomas-Dikdik wurde vom deutschen Zoologen Oscar Neumann im Jahr 1905 wissenschaftlich erstbeschrieben. Das Typusgebiet umriss Neumann mit „Massai-Land, Usagara, Ugogo, Irangi, Gurui, Uniamwesi bis gegen das Süd-Ufer des Nyansa hin“, was dem heutigen nördlichen Tansania entspricht. Hier hatte Neumann auch zwölf Jahre zuvor das Typusexemplar selbst erlegt, das durch ein männliches Individuum repräsentiert wird. Als wissenschaftliche Bezeichnung gab er Rhynchotragus thomasi an, wobei er die Gattung Rhynchotragus im gleichen Aufsatz wie die Erstbeschreibung des Thomas-Dikdiks vorstellte und über die bereits genannten Merkmale definierte. Das Artepitheton ehrt Oldfield Thomas.
In der zweiten Hälfte des 20. Jahrhunderts vereinte William Frank Harding Ansell alle bis zu diesem Zeitpunkt weitgehend als eigenständig anerkannten Formen der Untergattung Rhynchotragus in zwei große Arten: das Kirk-Dikdik und das Günther-Dikdik (Madoqua guenther). Das Thomas-Dikdik wurde dadurch gemeinsam mit dem Damara-Dikdik (Madoqua damarensis), dem Cavendish-Dikdik (Madoqua cavendishi) und dem Hinde-Dikdik (Madoqua hindei) auf den Status einer Unterart des Kirk-Dikdiks heruntergestuft, wobei in einigen Systematiken das Thomas-Dikdik auch als synonym zum Cavendish-Dikdik galt. Durch diese Einbindung der genannten Vertreter in das Kirk-Dikdik entstand eine Metapopulation mit größerer morphologischer Variation und weiter räumlicher Verbreitung. Allerdings wiesen bereits zum Ende des 20. Jahrhunderts mehrere Systematiken darauf hin, dass das Kirk-Dikdik im weiteren Sinne möglicherweise mehr als eine Art umfasst. Aufmerksam darauf wurden Wissenschaftler durch unfruchtbare männliche Nachkommen gekreuzter Individuen bei Zootieren. Cytogenetische Untersuchungen ab den 1960er Jahren gaben dann weitere Hinweise. Hierbei konnten insgesamt vier verschiedene Karyotypen dem Kirk-Dikdik im weiteren Sinne zugeordnet werden. Für das Thomas-Dikdik ließ sich ein diploider Chromosomensatz von 2n = 48 und eine fundamentale Anzahl von 52 (Anzahl der Arme der Autosomen) feststellen, was sich deutlich von anderen ostafrikanischen Dikdiks der näheren Verwandtschaft wie etwa dem eigentlichen Kirk-Dikdik (Chromosomensatz 2n = 46, fundamentale Anzahl = 48) oder dem Cavendish-Dikdik (Chromosomensatz 2n = 46–47, fundamentale Anzahl = 56–59) absetzt. Folgend aus diesen Ergebnissen sahen einige Autoren das Kirk-Dikdik im weiteren Sinne als Artenschwarm an. In einer Revision der Huftiere teilten dann Colin P. Groves und Peter Grubb das Kirk-Dikdik in mehrere Arten auf, wodurch das Thomas-Dikdik wieder als eigenständig anerkannt wurde.

## Bedrohung und Schutz
Das Thomas-Dikdik wird von der IUCN nicht eigenständig geführt, sondern in das Kirk-Dikdik eingeschlossen. Dessen Gesamtbestand sieht die Naturschutzorganisation als „nicht gefährdet“ (least concern) an. Über den Status des Bestandes des Thomas-Dikdiks ist kaum etwas bekannt.